# Aphonopelma joshua
Aphonopelma joshua är en spindelart som beskrevs av Prentice 1997. Aphonopelma joshua ingår i släktet Aphonopelma och familjen fågelspindlar. Inga underarter finns listade i Catalogue of Life.